# Грачац (Скрадин)
Грачац је насељено мјесто у Далмацији. Припада граду Скрадину, у Шибенско-книнској жупанији, Република Хрватска.

## Географија
Налази се 4 км сјеверозападно од Скрадина.

## Историја
До територијалне реорганизације у Хрватској насеље се налазило у саставу бивше велике општине Шибеник. Током рата у Хрватској (1991–1995), Грачац је био у саставу Републике Српске Крајине.

## Становништво
Према попису становништва из 2001. године, Грачац је имао 166 становника. Грачац је према попису становништва из 2011. године имао 179 становника.
| Националност       | 1991. | 1981. | 1971. | 1961. |
| Срби               | 374   | 359   | 474   | 480   |
| Хрвати             | 73    | 83    | 88    | 118   |
| Југословени        | 5     | 52    | 3     |       |
| остали и непознато | 12    | 2     | 7     |       |
| Укупно             | 464   | 496   | 572   | 598   |

| Демографија | Демографија | Демографија |
| Година      | Становника  | Становника  |
| ----------- | ----------- | ----------- |
| 1961.       | 598         |             |
| 1971.       | 572         |             |
| 1981.       | 496         |             |
| 1991.       | 464         |             |
| 2001.       | 166         |             |
| 2011.       |             | 179         |

## Попис 1991.
На попису становништва 1991. године, насељено место Грачац је имало 464 становника, следећег националног састава:
| Попис 1991.‍  | Попис 1991.‍  | Попис 1991.‍ | Попис 1991.‍ | Попис 1991.‍ |
| ------------ | ------------ | ----------- | ----------- | ----------- |
|              |              |             |             |             |
| Срби         | Срби         |             | 374         | 80,60%      |
| Хрвати       | Хрвати       |             | 73          | 15,73%      |
| Југословени  | Југословени  |             | 5           | 1,07%       |
| Словенци     | Словенци     |             | 1           | 0,21%       |
| остали       | остали       |             | 1           | 0,21%       |
| неопредељени | неопредељени |             | 2           | 0,43%       |
| непознато    | непознато    |             | 8           | 1,72%       |
| укупно: 464  |              |             |             |             |

## Презимена
- Драговић — Православци, славе Св. Николу
- Лазиница — Православци, славе Св. Георгија
- Миловић — Православци, славе Св. Игњатија
- Његић— Православци, славе Св. Игњатија
- Тодоровић — Православци, славе Св. Димитрија
- Братић — Римокатолици
- Смолић — Римокатолици

## Спорт
До 1995. године, у селу је постојао фудбалски клуб Борац. Међутим, пошто је предратна популација села била претежно српске националности, након што је место ушло у састав Хрватске, клуб је угашен.